# Николаевский собор (Ницца)
Собо́р святи́теля Никола́я Чудотво́рца (фр. La Cathédrale orthodoxe russe Saint-Nicolas) — православный храм в Ницце (Франция), близ бульвара Царевича (boulevard Tzaréwitch), на улице Николая II (avenue Nicolas II). Относится к Корсунской епархии Русской православной церкви.
Одна из самых известных достопримечательностей Ниццы; по оценкам СМИ, самый большой в Западной Европе православный храм.

## История

### Часовня-памятник
В апреле 1865 года в Ницце в особняке парка Бермон от тяжёлой болезни скончался русский наследник цесаревич Николай Александрович, сын императора Александра II.
В том же году в Петербурге князь Пётр Вяземский, присутствовавший при кончине наследника, опубликовал мемуары «Вилла Бермон», в которых он предлагал выкупить виллу в собственность России и возвести там храм в память покойного великого князя. Император приобрёл виллу, где 2 (14) марта 1867 года была заложена Никольская часовня. 26 марта (7 апреля) 1868 года она была освящена в присутствии великого князя Александра Александровича.
Мраморная часовня была построена в византийском стиле на высоком основании. Проект был составлен архитектором Давидом Гриммом. Каменщиком был Франческо Ботта, настенную роспись осуществил А. К. Фишер. Бронзовые двери были изготовлены в Лионе Николя Розье. Стоимость строительства составила 140 000 франков, половину суммы выделил император. Для ухода за часовней был создан специальный комитет.
В память о скончавшемся муниципалитет Ниццы назвал близлежащую улицу бульваром Цесаревича (позднее — Царевича). На месте, где стояла кровать цесаревича, в полу часовни встроена плита из чёрного мрамора.

### Новый приходской храм — собор
К началу 1890-х годов ранее построенная в Ницце русская церковь святых Николая и Александры оказалась слишком мала. В 1896 году на Лазурный Берег прибыла вдовствующая императрица Мария Фёдоровна. По просьбе русской общины Ниццы и в память о скончавшемся цесаревиче Мария Фёдоровна взяла под своё покровительство процесс расширения существующего или постройку нового храма. Ввиду невозможности расширения первого храма и непригодности купленного приходом участка земли в «квартале композиторов», князь Георгий Лейхтенбергский обратился к императору Николаю II с просьбой об использовании государевой земли на месте бывшей виллы Бермон, где уже находилась памятная часовня.
Строительную комиссию возглавляли: с 1899 года — князь Георгий Максимилианович Романовский, герцог Лейхтенбергский, с 1907 года — посол России во Франции А. И. Нелидов, с 1909 года — обер-егермейстер Двора князь Сергей Михайлович Голицын.
Закладка храма была осуществлена 12 (25) апреля 1903 года протоиереем Сергием Любимовым. В церемонии приняли участие: великие князья Михаил Николаевич и Михаил Михайлович, князь Георгий Максимилианович Рома́новский — герцог Лейхтенбергский, князь Фердинанд Болгарский, великие княгини Мария Александровна — герцогиня Саксен-Кобург-Готская и Анастасия Михайловна — великая герцогиня Мекленбург-Шверинская, с дочерью Цецилией.
Храм строился по проекту М. Т. Преображенского, профессора Императорской Академии Художеств в Санкт-Петербурге. Строительные работы велись под наблюдением местных архитекторов: сначала Фомберто, затем Барбе, Жозефа Марса и Анри Стеклена при участии Филиппо Кьятиа и Икавитца.
В 1906 году строительные работы за недостатком средств были приостановлены; предполагалось упростить проект ради экономии. В 1908 году император Николай II пожертвовал из личных средств 700 тыс. франков, на которые была достроена верхняя часть храма с куполами и закончены фасадные работы. Крупнейшими жертвователями были князь С. М. Голицын (350 тыс. фр.), Ротшильд, Терещенко, Елисеевы, графиня Апраксина. Часть средств пожертвовала императрица-мать Мария Фёдоровна, через которую при Дворе решались все наиболее сложные вопросы. Общая стоимость строительства храма составила более 1,5 млн фр. золотом.
В 1909 году Министерство Императорского Двора передало храм в аренду на 99 лет церковной администрации в России, а именно в ведение митрополита Санкт-Петербургского, по должности управлявшего всеми заграничными приходами.
Храм был освящён 4 (17) декабря 1912 года первым викарием Московской епархии епископом Дмитровским Трифоном (Туркестановым), за два дня до тезоименитства императора Николая II.
С 1923 года от имени прихода собором и всей русской церковной недвижимостью в городе распоряжалась созданная в соответствии с французским законодательством русская Православная культовая ассоциация Ниццы (ACOR — l’Association cultuelle orthodoxe russe de Nice), как юридическое лицо. На тот момент она находилась в церковном подчинении патриарха Московского св. Тихона.
В 1931 году управляющий епархией во Франции митрополит Евлогий (Георгиевский), назначенный указом св. патриарха Тихона, вынужденно перешел под омофор Константинопольского патриарха. Таким образом приход в Ницце оказался в составе специально образованного Западноевропейского русского экзархата. Право собственности при этом не изменилось.
1 января 2008 года истёк срок 99-летней эмфитеотической аренды, когда собственность должна была быть возвращена владельцу. В ноябре 2005 года Российское государство заявило о своих правах на российскую зарубежную собственность. В феврале 2006 года посольством России, на основании судебного решения (позже оспоренного), был направлен судебный пристав для инвентаризации имущества; возникла судебная тяжба, в которой сторонами конфликта являлись посол России Александр Авдеев и настоятель протоиерей Иоанн Гейт. Представитель Русской православной церкви в марте 2006 года заявил, что Московский патриархат не намерен вмешиваться в судебный процесс и «не имеет прямого отношения к действиям Российского государства, направленным на упорядочение его имущественных прав». В ноябре 2006 года адвокат российской стороны Жан-Филипп Конфино заявлял, что Россия готова подписать новый договор с приходом Константинопольского патриархата, а 13 лет спустя бывший староста собора А. Оболенский утверждал, что «никакого предложения об аренде мы не получили».
Усилиями ассоциации в полемику с откровенно антироссийской направленностью была активно подключена французская пресса. В 2007 году секретарь совета экзархата Михаил Сологуб ставил знак равенства между современной Россией и богоборческим ленинским режимом.
В итоге, 20 января 2010 года суд первой инстанции в Ницце признал Российское государство единственным собственником участка земли, на котором были построены собор и часовня. Адвокат ассоциации отмечал, что это первый случай, когда иностранное государство стало собственником культового здания во Франции, и что она намерена обжаловать решение. В тот же день пресс-секретарь Управления Делами президента заявил, что ведомство «намерено взять собор в Ницце на свой баланс»; а представитель Московского патриархата отметил, что речь идет о «восстановлении исторической справедливости». При этом протоиерей Иоанн Гейт утверждал, что имело место политическое давление и что ассоциация «юридически побеждает». Несмотря на исполнительный характер судебного постановления ключи от собора не были переданы российской стороне.
19 мая 2011 года апелляционный суд южно-французского города Экс-ан-Прованс подтвердил право собственности России на Николаевский собор, на земельный участок на бульваре Царевича, где расположен собор, и на все объекты, которые находятся на этом участке, в том числе иконостас собора. Судебным приставом представителям ассоциации было выдано уведомление о немедленном исполнении судебного решения. В конце октября 2011 года суд высшей инстанции Ниццы дополнительно вынес решение о немедленном оставлении ассоциацией Константинопольского патриархата помещений храма и передаче в течение семи дней ключей представителям Российского государства. Данное решение вновь было обжаловано ассоциацией и уже лишь 30 ноября 2011 года, после отклонения жалобы судом, ассоциация заявила о готовности передать ключи.
10 апреля 2013 года Кассационная палата — высший судебный орган Французской Республики — объявила, что жалоба Православной культовой ассоциации Ниццы окончательно отклонена. В распоряжении ассоциации при этом остался первый исторический русский храм в Ницце. 
После предварительного решения Управления делами президента РФ о передаче Николаевского собора РПЦ, в августе 2011 года Корсунская епархия направила в Ниццу протоиерея Николая Озолина, выходца из русской парижской эмиграции. В заявлении епархии отмечалось, что православная культовая ассоциация Ниццы «не тождественна» ни в целом приходу, ни, тем более, «общине православных верующих региона». Однако, ключи и все имущество на содержание Корсунской епархии РПЦ представитель Управления делами и генеральный консул РФ в Марселе смогли передать лишь 15 декабря, так как ассоциация продолжала пользование храмом.
15 декабря 2015 года реставрационные работы были формально завершены и храм был вновь открыт для верующих, которые почти полтора года молились под открытым небом в парке собора. Первая литургия была отслужена 19 декабря, в день св. Николая Чудотворца, небесного покровителя храма, а официальная церемония была перенесена на январь будущего года. Торжественное открытие состоялось при большом числе гостей и молящихся. Руководитель управления Московской патриархии по зарубежным учреждениям епископ Богородский Антоний (Севрюк) совершил чин малого освящения храма совместно с главой епархии РПЦ во Франции епископом Корсунским Нестором (Сиротенко). С речами на церемонии после службы выступили посол России во Франции А. К. Орлов и мэр Ниццы К. Эстрози. 
25 февраля 2021 года суд первой инстанции в Ницце признал собственностью Российского государства также три земельных участка, прилегающих к собору с восточной и южной стороны и являющихся частью его исторической территории. 
Весной 2023 года, при участии представителей Дома Романовых, в помещении крипты Николаевского собора был торжественно открыт церковно-исторический музей, посвященный русскому присутствию на Французской Ривьере, коллекция которого постоянно пополняется.

## Настоятели
- протоиерей Сергий Любимов (род. 24 мая 1851, 1888—1918, +10 января 1918) — РПЦ
- протоиерей Александр Селиванов[39] (род. 1840, 1918—1922, +1923) — РПЦ
- протоиерей Николай Подосенов (род. 1870, 1922—1925, +1941) — РПЦ
- митрополит-экзарх Западной Европы Владимир (Тихоницкий) (01.12.1925—1945) — РПЦ/КП
- протопресвитер Григорий Ломако[40] (род. 1884, 1925—1945, и. о. наст. 1945—1948, +1959) — РПЦ/КП
- протоиерей Владимир Любимов[41] (род. 1879, и. о. настоятеля 1948—1956, +1956) — КП
- архиепископ Монреальский и Канадский Сильвестр (Харунс) (1956—1962) — КП/ПЦА
- епископ Керамонский Роман (Золотов) (1963—1991) — КП
- епископ Трахейский Павел (Алдерсон) (1991—2001) — КП
- протоиерей Владимир Ягелло (и. о. 23.05.2001 — 08.10.2003) — КП
- протоиерей Иоанн Гейт (08.10.2003 — дек. 2011) — КП
- протоиерей Николай Озолин младший[42] (01.12.2011—10.12.2013) — РПЦ
- архимандрит Александр (Елисов) (дек. 2013—13.07.2015) — РПЦ
- протоиерей Андрей Елисеев (июль 2015 — наст. вр.) — РПЦ[43]

Духовенство собора:
- протопресвитер Сергий Протопопов (1921—1931) — РПЦ
- священник Александр Ельчанинов (1926—1934) — РПЦ/КП
- протодиакон Алексий Победоносцев (род. 1880, +1942) — РПЦ/КП
- протоиерей Иоанн Церетели (1934—1945, +23.12.1963) — КП
- архимандрит Арсений (Балкун) (род. 17.10.1887, +27.11.1956) — КП
- протодиакон Борис Пузанов[44] (род. 07.03.1882, +29.08.1972) — КП
- протодиакон Григорий Пономарев[45] (род. 1897, +23.02.1986) — КП
- священник Александр Терентьев (1987—1991, +25.02.2006) — КП
- протоиерей Иоанн Васильевич Янкин[46] (род. 15.06.1926, 1957—1996, +18.09.1996) — КП
- протоиерей Лукиан Горин[47] (род. 03.03.1918, 1961—22.06.2005, +2011) — КП
- священник Ярослав Йозвик (12.2003—05.2006) — Польская православная церковь
- протоиерей Георгий Ашков (30.05.2006—09.2007) — КП
- архимандрит Никодим (Эли Маджалли, род. 21.10.1961) — Антиохийский патриархат
- протоиерей Михаил Филиппенко (род. 18.07.1970, 1998—2011) — КП
- протоиерей Игорь Корицкий (23.09.2009 — 2011) — КП
- протодиакон Иоанн Буздуган (2012 — наст. вр.) — РПЦ
- протоиерей Вадим Закревский (дек. 2017 — наст. вр.) — РПЦ

## Архитектура, убранство
Пятиглавый собор был построен по образцу московских пятиглавых церквей XVII века (в Никитниках и Останкине) из светло-коричневого немецкого кирпича, но отделан местными материалами: розовым гранитом и голубой керамической плиткой. Высота собора 50 метров. Храм рассчитан на 625 человек.
Пять золочёных глав покрыты цветной черепицей фирмы Bigot. Купол сделан из бетона фирмой Торран и облицован пустотелым кирпичом и искусственным камнем. С запада собор предваряет колокольня и два высоких увенчанных шатрами с золочёными по цинку орлами белокаменных крыльца. Шесть ажурных золочёных крестов на храме были изготовлены в Пистойе.
Интересно диагональное расположение двух главных входов с юго-западного и северо-западного углов. Первоначально, участок, отведённый под строительство храма, находился на углу двух улиц, и такое расположение входов было удобно. Однако собор возвели в другой части города, на территории бывшей виллы Бермон, но первоначальный план здания был сохранён.
Фасады украшены полихромными изразцами (фирмы Кантагалли из Флоренции) и мозаичными иконами («Спас» на колокольне), исполненными в петербургской мастерской В. А. Фролова по эскизу М. М. Васильева. Резьба белокаменных оконных и дверных наличников, нижних карнизов и колокольни была сделана итальянскими мастерами.
Покрытый басмой трёхъярусный иконостас «в старинном русском стиле» был создан по эскизу московского художника Л. А. Пяновского. Изготовлен в мастерской ювелира И. П. Хлебникова в Москве. Иконы для иконостаса в стиле Симона Ушакова выполнил московский иконописец Глазунов. Царские врата — копия врат церкви святого Илии Пророка в Ярославле. В том же стиле были выполнены киоты. Запрестольный образ Пресвятой Троицы был написан Васильевым.
Фрески в храме были не окончены. Автором картонов был Л. А. Пяновский, он был вдохновлён росписями Толгского монастыря. Фрески в алтаре по картонам выполнил молодой итальянский художник Де Синьори.
Утварь, престол и плащаница, украшенная золочёной бронзой и синей эмалью, были изготовлены в мастерской И. П. Хлебникова. Облачения, подаренные императором, сшиты в мастерской И. А. Жевержеева. Малые паникадила были пожертвованы меценатом Рукавишниковым.
Из хранящихся в соборе святынь замечательны:
- Образ святителя Николая Чудотворца, бывший при одре скончавшегося Цесаревича; ранее находился снаружи при входе в часовню и был перенесён из неё в церковь в 1912 году. В мае 1935 года полностью почерневшая икона обновилась без вмешательства человека, после чего её положили для почитания в храме.
- Житийная икона святого апостола Петра в киоте у левой части солеи, установленная в память П. А. Столыпина.
- Икона Божией Матери «Всех скорбящих Радосте» в киоте у правой части солеи.
- Икона Архангела Михаила в чеканной раме по эскизу Л. А. Пяновского была передана из Екатеринослава в память 300-летия Дома Романовых.
- Две иконы святых покровителей Николая II и Александра II пимьма Л. А. Пяновского, поднесены прихожанами храма. Размещены по краям иконостаса.
- Икона святого Александра Невского, работы Л. А. Пяновского, была поднесена великим князем Георгием, герцогом Лейхтенбергским в память об Александре II.

В крипте собора до 1990-х годов находился музей «Белого воина» и русской колонии в Ницце.
Малые подзвонные колокола пожертвованы потомками П. Г. фон Дервиза из его домовой церкви в имении Valrose в Ницце. Самый тяжёлый колокол был специально отлит в Марселе.

## Транспорт
Проезд общественным транспортом: от Центрального вокзала пешком 10 мин. Автобусами 17, 27, 64, 75, 75D, A, L, M, P, S до остановки «Tzaréwitch»